# Puya laxa
Puya laxa là một loài thực vật có hoa trong họ Bromeliaceae. Loài này được L.B.Sm. miêu tả khoa học đầu tiên năm 1958. Chúng là loài đặc hữu của Bolivia.

## Hình ảnh

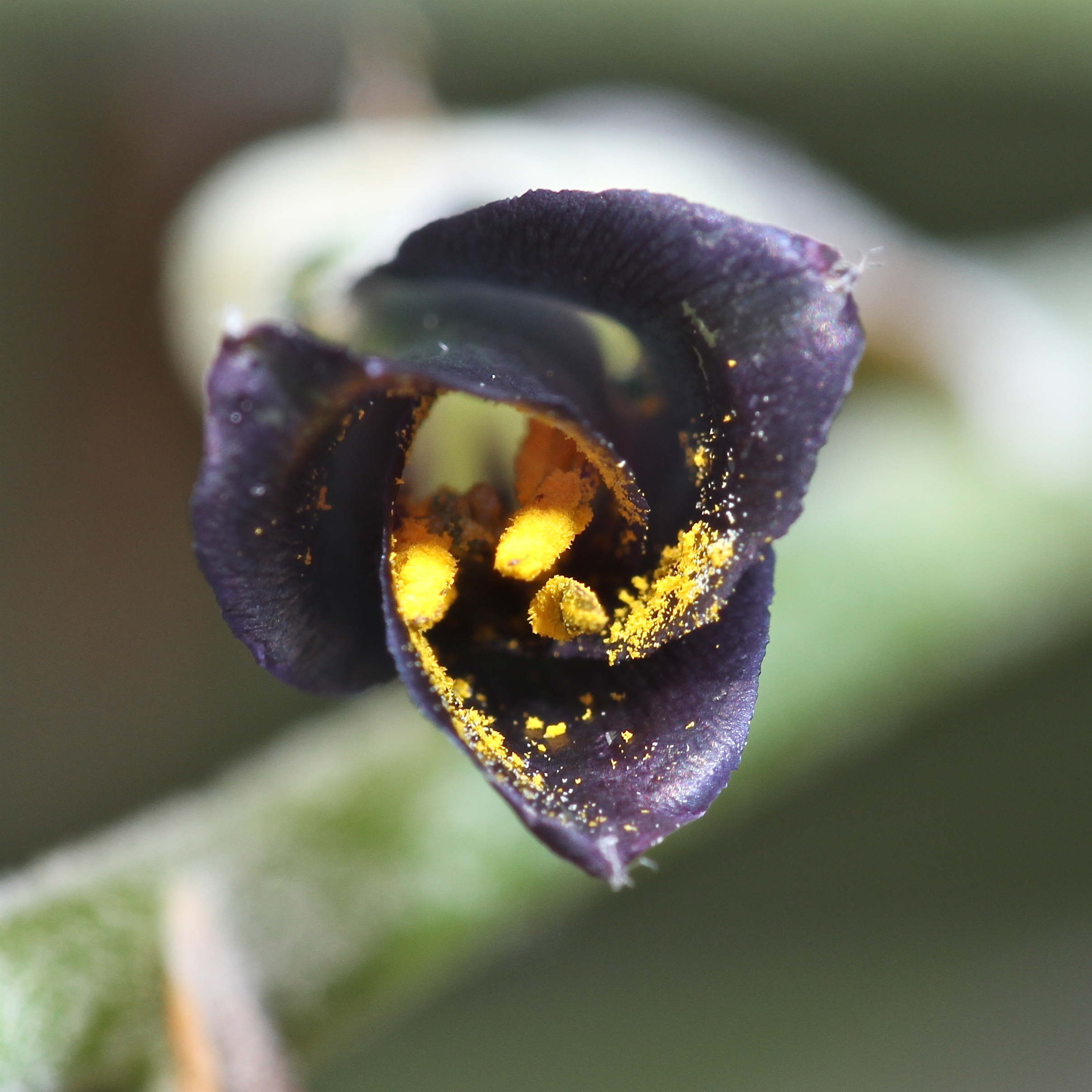
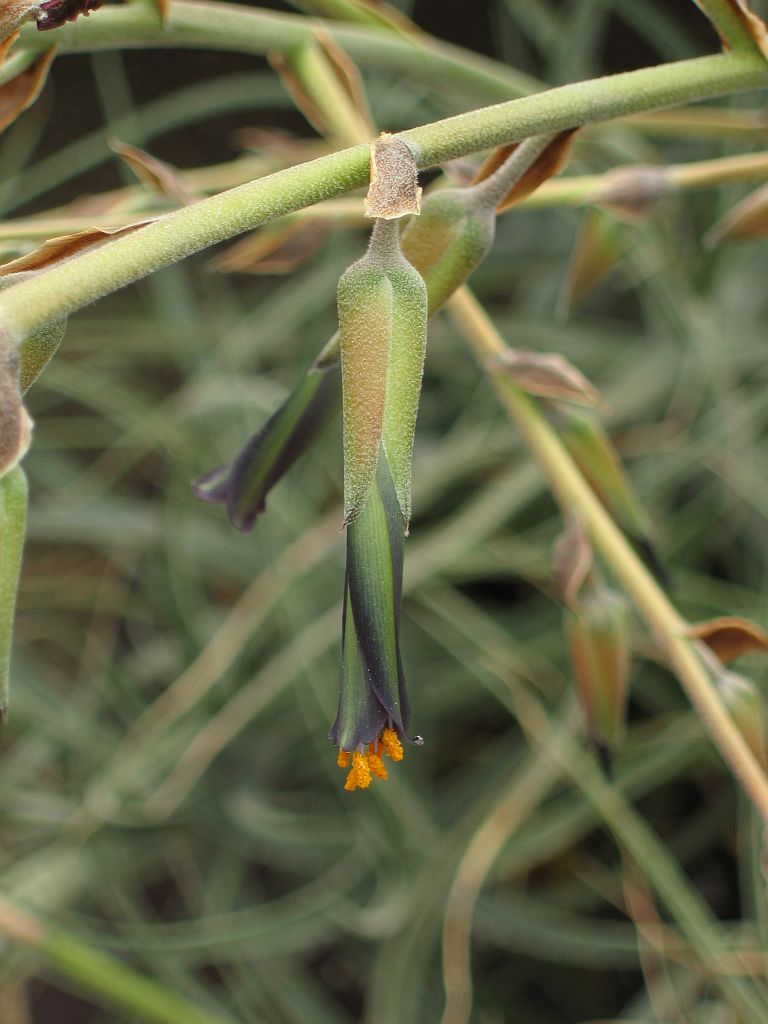
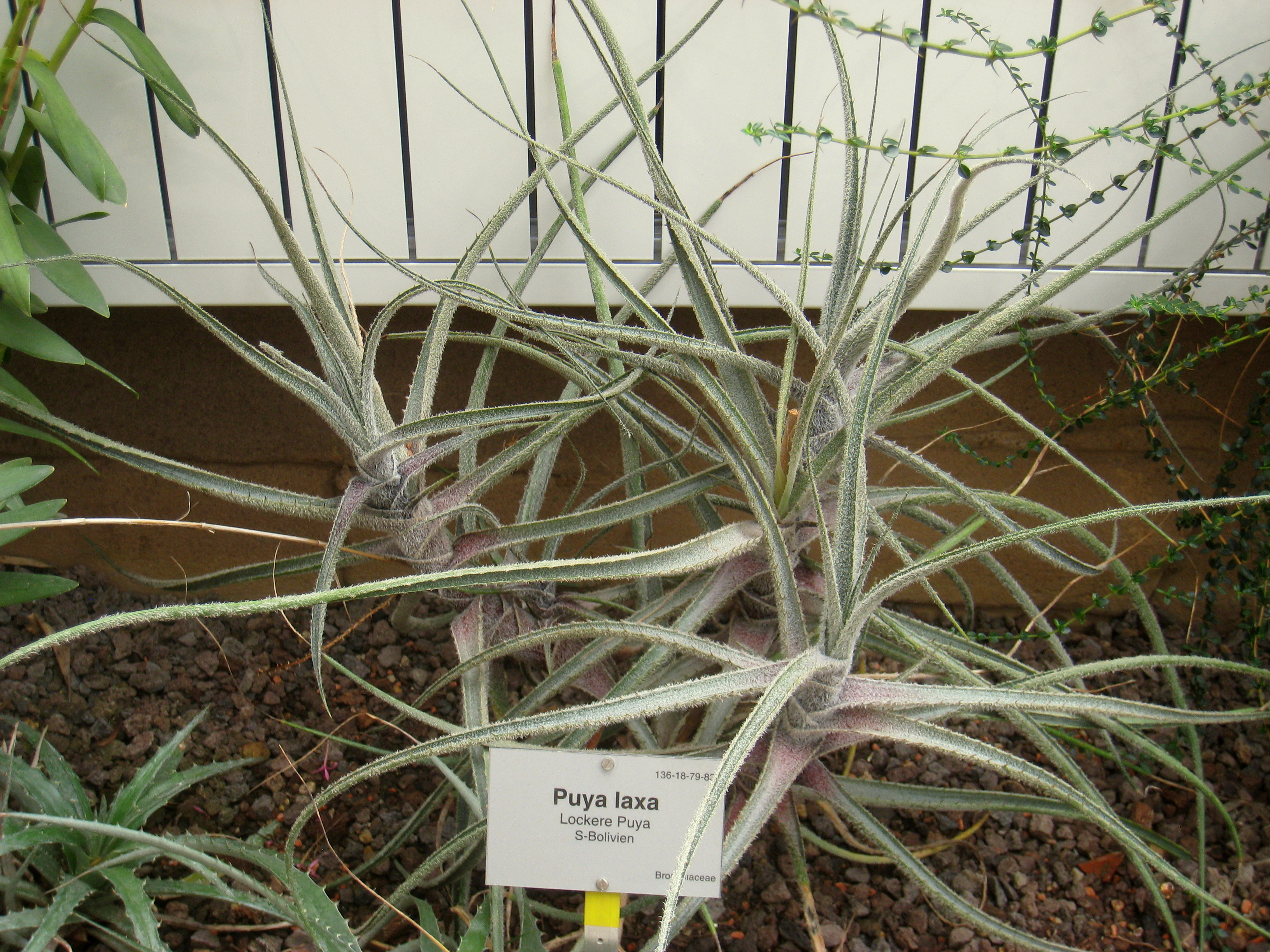
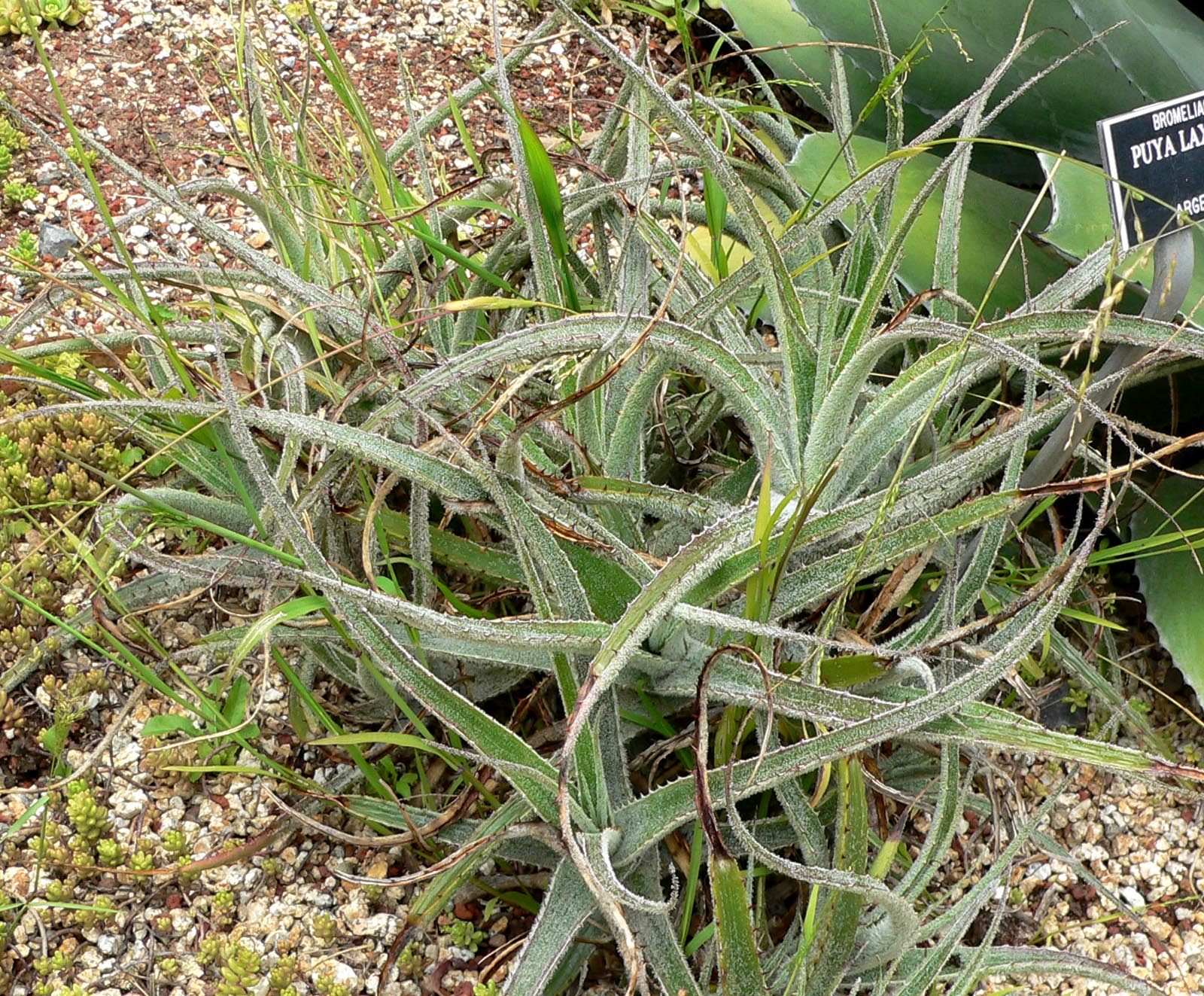